# La Vilaine Lulu
La Vilaine Lulu est un album de bandes dessinées, ou « Contes pour enfants sadiques ou avancés », destiné aux adultes, écrit et dessiné par Yves Saint Laurent, publié en 1967 chez l’éditeur Claude Tchou.

## Description
Lulu, l'héroïne, est une petite fille capricieuse, bornée, narcissique, mauvaise. Elle n’en fait qu’à sa tête, prête aux pires horreurs pour satisfaire ses désirs en toute circonstance : Lulu à l’école, Lulu à Deauville, Lulu masseuse, Lulu en boîte de nuit, Lulu idole des jeunes, Lulu à la télévision, Lulu en colonie de vacances ou Lulu amoureuse d’un pompier.
L'ouvrage porte en introduction la mention « En outre, toute ressemblance avec des personnes qui existent ou qui ont existé est parfaitement voulue. Toutes ces aventures ont été tirées de faits réels. »
Le quotidien de la Vilaine Lulu est fait de meurtres et de viols, dont elle est l'auteure.

## Historique
Lulu est née quelque dix ans auparavant, lorsqu’Yves Saint-Laurent travaillait chez Christian Dior : « Nous étions jeunes, et nous nous amusions beaucoup, raconte le couturier. Souvent, après six heures, un collaborateur de Dior (Jean-Pierre Frère) se déguisait. Un soir, il avait remonté ses pantalons jusqu’aux genoux. Je me souviens, il portait de longues chaussettes noires. Dans la cabine des mannequins, il avait trouvé un jupon de tulle rouge et un chapeau de gondolier. Tout petit, presque inquiétant avec son air têtu et rusé, il m’avait impressionné et je lui avais dit : Tu es la vilaine Lulu. »
L'ouvrage est écrit et dessiné dans les années 1950 mettant en scène masturbation, tortures, pédophilie, meurtres et dépression latente, l'œuvre a scandalisé. Dix ans après sa création en 1967, Françoise Sagan pousse Yves Saint Laurent à publier les aventures de Lulu aux éditions Tchou. 
L'album La Vilaine Lulu a été réédité en 2002 par les éditions Tchou, puis en 2010 par les Éditions de La Martinière. 
En note liminaire, Yves-Saint-Laurent spécifie que  « L'auteur prévient qu'il est inutile d'essayer de le psychanalyser à travers son héroïne. Contrairement à ce que pensait Gustave Flaubert lorsqu'il affirmait "Madame Bovary c'est moi ! ", l'auteur tient à préciser qu'il est hors de question qu'il déclare à son tour : "la Vilaine Lulu c'est moi". En outre, toute ressemblance avec des personnes qui existent ou qui ont existé est parfaitement voulue. Toutes ces aventures ont été tirées de faits réels. ».

## Analyse
Cette œuvre, présentée comme une critique grinçante de la société contemporaine, met en scène un grand nombre de maltraitances sur enfants dont l'enlèvement ou le sacrifice humain\meurtre rituel, de rites sataniques dont l'abus sexuel ritualisé sataniste et idéalise la pédocriminalité en libertinage sexuel des enfants. On y trouve une référence au catharisme et des scènes de violence anticatholiques.
Dans cette BD, le sensible Yves Saint Laurent, masochiste autoproclamé, acteur systématique passif dans les couples qu'il compose, prendrait sa revanche avec une vie rêvée de petite fille dominatrice, sournoise et vicieuse qui n'en fait qu'à sa tête.
Par ailleurs, Betty Catroux était surnommée par Yves Saint Laurent « la petite Pulu ».